# NGC 5270
NGC 5270 ist eine 13,7 mag helle Balkenspiralgalaxie vom Hubble-Typ SB(s)b im Sternbild Jungfrau. Sie ist schätzungsweise 313 Millionen Lichtjahre von der Milchstraße entfernt und hat einen Scheibendurchmesser von etwa 100.000 Lj.
Das Objekt wurde am 7. April 1828 von John Herschel entdeckt.